# Paquisha (cantón)
El cantón Paquisha es un cantón en la provincia de Zamora Chinchipe, Ecuador. El origen de su nombre se debe a la presencia de su cabecera cantonal. Se encuentra rodeado por los cantones Yantzaza, Centinela del Cóndor, Nangaritza y al este limita con el Departamento de Amazonas, Perú, por medio de la Cordillera del Cóndor.
El alcalde actual para el período 2023 - 2027 alcalde Paúl Rodriguez 

## Historia
El cantón fue creado en el 23 de octubre de 2002, para dividirse del cantón Centinela del Cóndor.  Aunque ya vivían comunidades de nativos shuar en el actual territorio. 
El cantón Paquisha, es un cantón en la provincia de Zamora Chinchipe, Ecuador. El origen de su nombre se debe a la presencia de su cabecera cantonal. Se encuentra rodeado por los cantones Yantzaza, Centinela del Cóndor, Nangaritza y al este limita con el Departamento de Amazonas, Perú, por medio de la Cordillera del Cóndor.